# Río Pomba
El río Pomba es un río brasileño, que baña los estados de Minas Gerais y de Río de Janeiro. Es uno de los principales afluentes de la margen izquierda del río Paraíba del Sur. También da nombre a la ciudad homónima, Río Pomba, donde está prohibida la extracción de arena por un decreto de la cámara municipal.
Nace en la sierra de Mantiqueira, en el municipio de Barbacena, Minas Gerais, y atraviesa la llamada Zona da Mata Mineira. Desemboca en el río Paraíba del Sur, entre los municipios de Cambuci y Itaocara, estado de Río de Janeiro. Sus principales afluentes son los ríos Novo, Pardo y Formoso. Las mayores ciudades localizadas en sus márgenes son Cataguases, en Minas Gerais y San Antonio de Padua y Aperibé en el estado de Río de Janeiro.
Las tierras de la cuenca del río Pomba se encuentran severamente desforestadas, en un proceso iniciado durante el ciclo del café en toda la Zona de la Mata y que no ahorró ni siquiera las regiones de las manantiales del río. Se trata de un factor que contribuye a la degradación del río, ya castigado por el lanzamiento de residuos industriales y domésticos. En 2003 un grave derramamiento de más de mil millones de litros de residuos tóxicos de una industria en Cataguas causó enormes daños ambientales, siendo los reflejos detectados en el río Paraíba del Sur hasta su desembocadura en el océano Atlántico, en el estado de Río de Janeiro.